# Carl Gustaf Ekeberg

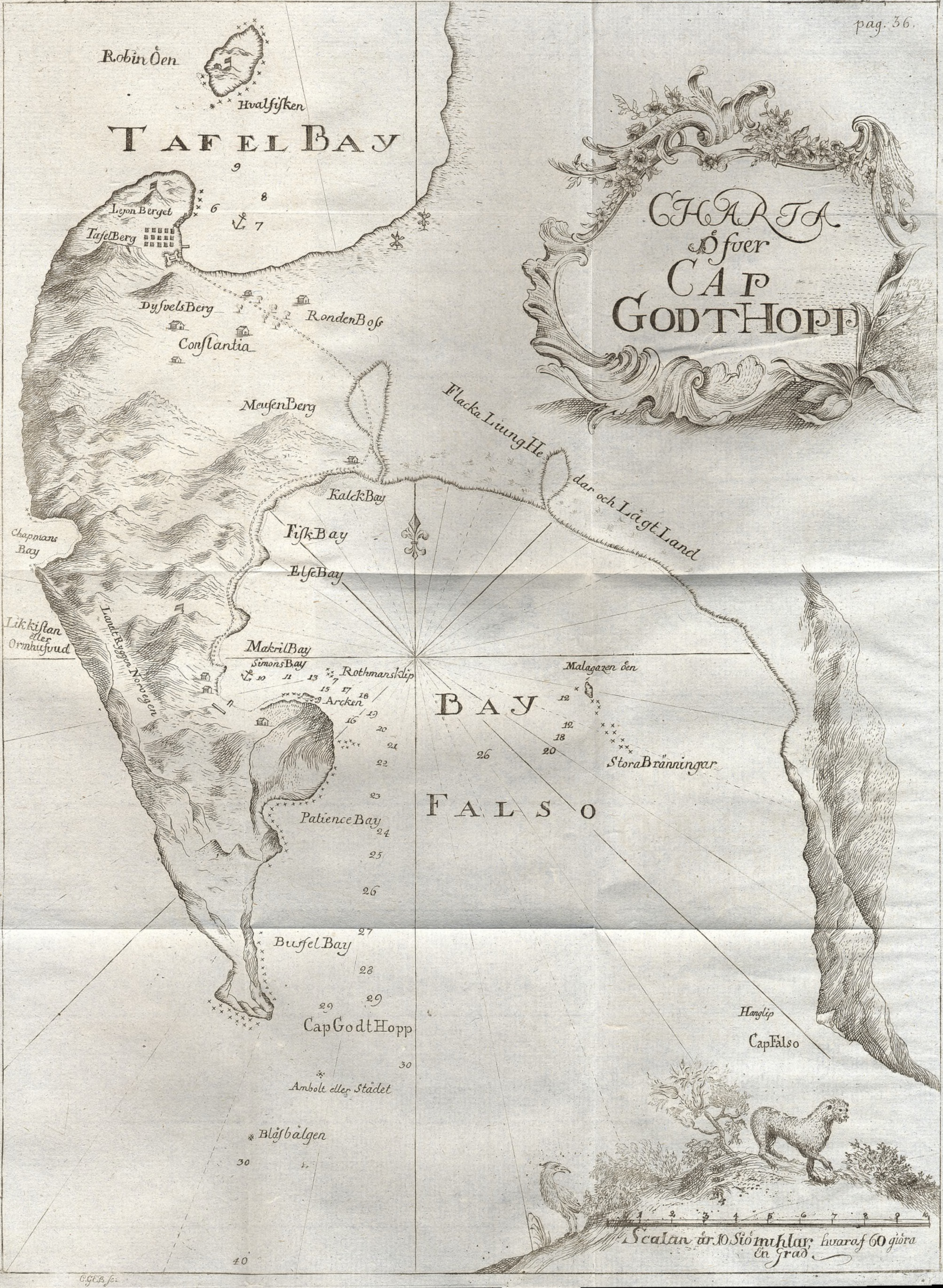
Karta av Godahoppsudden av Carl Gustaf Ekeberg.

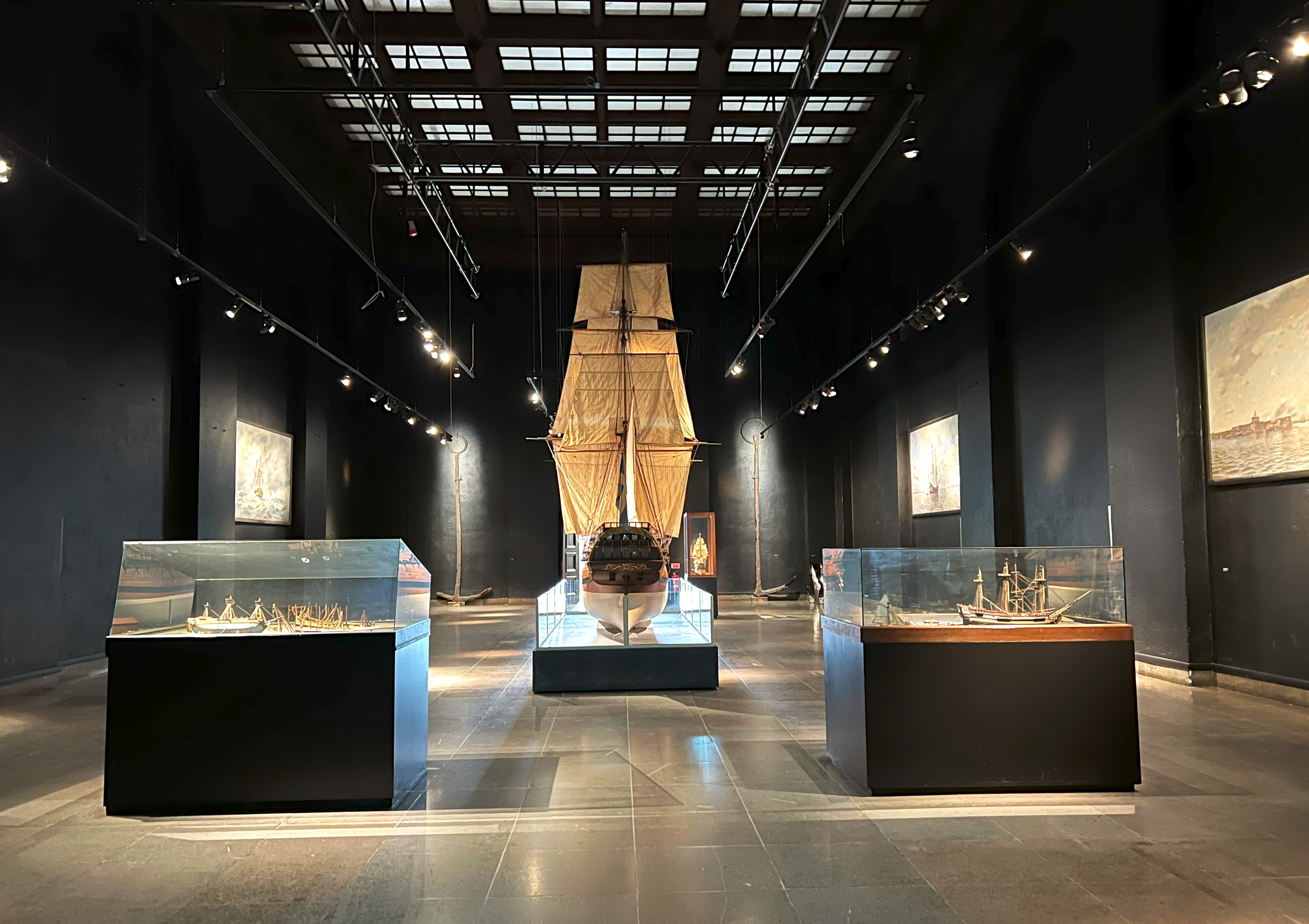
Modell av Ostindiefararen Finland mitt i minneshallen på Sjöfartsmuseet Akvariet i Göteborg.

Carl Gustaf Ekeberg, född den 10 juni 1716 på Djursholm i Danderyds socken, Roslagen, död den 4 april 1784 på Altomta, Tensta socken, Uppsala län, var en svensk sjöfarande, reseskildrare, tecknare och kopparstickare. Han var farbror till kemisten Anders Gustaf Ekeberg.
Ekeberg hade först anställning på apotek, var sedan skeppsläkare på en spanienfarare, deltog därefter i två resor till Medelhavet (ena gången såsom konstapel och andra gången såsom styrman) samt företog efter 1742 i Ostindiska kompaniets tjänst flera färder till de ostindiska och kinesiska farvattnen, bland annat 1765 i sällskap med botanisten Sparrman, och 1769-71, en resa som blivit förevigad genom Jacob Wallenbergs Min son på galejan. (Även Ekeberg skildrade denna färd, i Ostindisk resa 1770-71, utgiven 1773.) År 1750 utnämndes han till kapten på skeppet Freden, och 1755 till löjtnant vid amiralitetet. Han var befälhavare på skeppet Finland februari 1762–augusti 1763 och december 1769–juni 1771.
Ekeberg hade rykte för att vara en av sin tids skickligaste sjömän och hade också stor förtjänst om införandet av ett humanare behandlingssätt ombord. Han författade åtskilliga avhandlingar och uppsatser i Vetenskapsakademiens Handlingar och i Patriotiska sällskapets Journal samt Berättelse om den kinesiska lanthushållningen (1757). År 1761 blev han ledamot av Kungliga Vetenskapsakademien. Hans viktigaste vetenskapliga bidrag var ett stort antal observationer av den jordmagnetiska inklinationen som han gjorde under sina resor till Kina. Observationerna gav Johan Carl Wilcke möjlighet att publicera den första kartan över den magnetiska inklinationen.
Som tecknare utförde han förlagorna till Olof Årres kopparstick från den Ostindiska resan bland annat utsikterna från Kanton, Wampoa och Bocca Tigris samt den dramatiska bilden Siö-faran i Nordsiön 23 januari 1770. Flera av hans målade och skissade pannåer med bilder från hans många resor finns bevarade.